# Кузнецов, Евгений Иванович (Герой Советского Союза)
Евгений Иванович Кузнецов (21 ноября 1923 — 7 августа 1943) — гвардии лейтенант Рабоче-крестьянской Красной Армии, участник Великой Отечественной войны, Герой Советского Союза (1944).

## Биография
Родился 21 ноября 1923 года в деревне Нарачино (ныне — Бологовский район Тверской области). В 1931 году переехал в Бологое, где окончил девять классов школы и курсы электромонтёров, после чего работал на железной дороге. В июле 1941 года был призван на службу в Рабоче-крестьянскую Красную Армию. В 1943 году он окончил Пушкинское танковое училище. С апреля 1943 года — на фронтах Великой Отечественной войны. В одном из боёв был тяжело ранен.
К августу 1943 года гвардии лейтенант Евгений Кузнецов командовал танком «Т-34» 152-го танкового батальона 21-й гвардейской танковой бригады 5-го гвардейского танкового корпуса 1-й танковой армии Воронежского фронта. Отличился во время Курской битвы. 6 августа 1943 года экипаж Евгения Кузнецова совместно с другими экипажами ворвался в город Грайворон. В боях за город он уничтожил 4 танка, 1 самоходное орудие, около 45 автомашин. 7 августа 1943 года Е. И. Кузнецов пропал без вести.
Указом Президиума Верховного Совета СССР «О присвоении звания Героя Советского Союза генералам, офицерскому, сержантскому и рядовому составу Красной Армии» от 10 января 1944 года за «образцовое выполнение боевых заданий командования на фронте борьбы с немецко-фашистскими захватчиками и проявленные при этом отвагу и геройство» был удостоен посмертно высокого звания Героя Советского Союза.

## Награды
- Орден Красной Звезды (14.7.1943)[3][6]
- Медаль «Золотая Звезда» Героя Советского Союза и орден Ленина (10.1.1944)[7]
- Почётный гражданин Грайворона (1983)[1].

## Память
- Именем Е. И. Кузнецова названы улицы в Бологом и Грайвороне.
- В Бологом на доме, где жил Е. И. Кузнецов, установлена мемориальная доска[2].
- Памятный знак в селе Сотницкий Казачок Золочевского района Харьковской области[1].